# Allgegenwart
Allgegenwart oder Ubiquität ist ein theologischer Fachbegriff, der die allumfassende Präsenz (Gottes) kennzeichnet.
Die gleichbedeutende Omnipräsenz als nichttheologische Bezeichnung wird gleichbedeutend für Allgegenwärtiges angewandt, beispielsweise „Stickstoff ist in der Atmosphäre omnipräsent“. Siehe dazu auch das Gesetz von der Allgegenwart der Stoffe.
Allgegenwart hat mehrere theologische Aspekte:
- Es gibt die panentheistische Vorstellung, dass Gott in allen Dingen gegenwärtig ist. Zwar ist er nicht vollständig durch die Dinge bestimmt (Pantheismus und Pandeismus), aber er ist in allem zu spüren.
- In den anthropomorphen Gottesvorstellungen gibt es besondere Aspekte, die auf das Beobachten und das Hüten der Menschen abzielen (Gott als Vater, Gott als Hirte, Erziehung des Menschengeschlechts). Deutlich wird dies im Psalm 23 („Der Herr ist mein Hirte“) und im Psalm 139 ausgedrückt: „Ich sitze oder stehe auf, so weißt DU es“ (Psalm 139,2 Lu). Die Vorstellung einer göttlichen Allgegenwart ist auch für das Bild des Allsehenden Auges konstitutiv.
- In der lutherischen Ubiquitätslehre wird die Realpräsenz von Jesus Christus im Abendmahl durch die Vorstellung einer Allgegenwart des erhöhten Christus begründet, die Kraft seines Gottseins auch seinem verherrlichten Leib zukommt. Martin Luther formulierte diese Auffassung gegenüber Ulrich Zwingli, seine Schüler entwickelten sie gegen Johannes Calvin weiter.
- Die Orthodoxe Theologie lehnt die Allgegenwart ab und lehrt stattdessen, dass Gott von keinem Ort ausgeschlossen werden kann (Negative Theologie).[1]